# Chaulhac
Chaulhac (okzitanisch: Cholhac) ist eine südfranzösische Gemeinde mit 59 Einwohnern (Stand: 1. Januar 2022) im Département Lozère in der Region Okzitanien. Die Gemeinde gehört zum Arrondissement Mende und zum Kanton Saint-Alban-sur-Limagnole.

## Lage
Chaulhac liegt im Gebiet der Causse de Sauveterre im südlichen Zentralmassiv in den Cevennen in der historischen Landschaft des Gevaudan. Umgeben wird Chaulhac von den Nachbargemeinden Chaliers im Norden und Nordwesten, Lorcières im Norden und Nordosten, Julianges im Osten und Nordosten, Saint-Léger-du-Malzieu im Osten und Südosten, Albaret-Sainte-Marie im Süden und Südwesten sowie Loubaresse im Westen.

## Bevölkerungsentwicklung
| Jahr                       | 1962 | 1968 | 1975 | 1982 | 1990 | 1999 | 2006 | 2018 |
| Einwohner                  | 139  | 127  | 109  | 109  | 91   | 79   | 67   | 68   |
| Quellen: Cassini und INSEE |      |      |      |      |      |      |      |      |

## Sehenswürdigkeiten
- Kirche St. Peter und Paul

## Persönlichkeiten
- Guy de Chauliac (um 1298–1368), Chirurg und Kanoniker